# Formica ruficornis
Formica ruficornis är en myrart som beskrevs av Gmelin 1790. Formica ruficornis ingår i släktet Formica och familjen myror. Inga underarter finns listade i Catalogue of Life.